# شور تپه رضوان شاهرود
شور تپه رضوان شاهرود مربوط به هزاره اول قبل از میلاد است و در شهرستان شاهرود، روستای رضوان واقع شده و این اثر در تاریخ ۲۵ خرداد ۱۳۸۱ با شمارهٔ ثبت ۵۸۴۰ به‌عنوان یکی از آثار ملی ایران به ثبت رسیده است.